# 제36회 부산국제단편영화제
제36회 부산국제단편영화제는 2019년 4월 24일에 열린 시상식이다.

## 수상 및 후보

### 최우수작품상(국제경쟁)
- 전조 - 다비드 도텔 외 1명 수상

### 우수작품상(NII 상X국제경쟁)
- 파티전 거리 - 타나시스 네오포티스토스 수상

### 심사위원특별상(국제경쟁)
- 기마수 - 안나 가브리타 수상

### 최우수작품상(KAFA 상)(한국경쟁)
- 관찰과 기억 - 이솜이 수상

### 우수작품상(한국경쟁)
- 괜찮지 않다 - 김효준 수상

### 심사위원특별상(한국경쟁)
- 복숭아 - 심수경 수상

### 연기상(한국경쟁)
- 괜찮지 않다 - 주예지 수상

### 넷팩상
- 우리 천국에서 모여 - 창 리웨 수상

### 오퍼레이션키노(최우수작품상)
- 보담 : 더 나은 삶을 살아라 - 구기현 수상

### 오퍼레이션키노(우수작품상)
- 가려진 마을 - 구혜린 외 1명 수상

### 관객상(국제경쟁)
- 괴짜들 - 자비네 에얼 수상

### 관객상(한국경쟁)
- 유월 - BEFF 수상

### 국제경쟁
- 메기와의 키스 - 준 발타자르
- 이방인 - 까를로스 비올라데
- 조용한 땅, 좋은 사람들 - 요하네스 바흐만
- 애쉬미나 - 데켈 베렌슨
- 욕망하는 사람들 - 엘레나 로페즈 리에라
- 소년과 올빼미 - 마리오 가죠 드 카르발요
- 진원지 - 레안드로 피카렐라
- 더 올든 헤럴즈 - 루이스 알레한드로 예로
- 사랑의 노예 폴린 - 샬린 부르주아-타케트
- 패티션 에비뉴 - 타나시스 네오포티스토스
- 어 크리스마스 기프트 - 보그단 무레샤누
- 어 리틀 혼리스 고트 - 세바스찬 디시
- 우리 천국에서 모여 - 창 리웨
- 기마수 - 안나 가브리타
- 헥터 - 빅토리아 기센 카르바할
- 괴짜들 - 자비네 에얼
- 잊혀진 채 - 자크라판 스리위차이
- 바일라오라 - 루빈 스타인
- 코카서스 - 라우리나스 바레이사
- 어머니 탁구교실 - 창 시앙 안
- 흔들리는 진자 - 까를로스 호세 에체베리아 꾸아드라도
- 파편 - 마이떼 까라스꼬
- 나무 - 하바 무키예바
- 60번 도로 - 윌손 아랑고
- 미드나잇 런 - 렘야 라즈
- 얼룩 - 도나토 산소네
- 제3의 종 - 요르고스 조이스
- 브라더후드 - 메리암 주보르
- 교수형 - 로키예 타바콜리
- 전조 - 다비드 도텔
- 마리나 - 율리아 뢰슬러
- 트레디션 - 이오셉 블리아드제
- 아더랜드 - 얀 피터 투인스트라
- 호흡 - 파시드 아유비네자드
- 한숨 - 블라드 발가린
- 바다로 가지 마라 - 산더르 뷔르허르
- 강가에서의 여름 한때 - 얀 피에르
- 어 걸 프롬 웨상 - 엘레오노르 상타냥

### 한국경쟁
- 잠시 쉬어가다 - 한경석
- 관찰과 기억 - 이솜이
- 복숭아 - 심수경
- 신기록 - 허지은 외 1명
- 피식자들 - 이경
- 인사3팀의 캡슐커피 - 정해일
- 터치 - 이미지
- 민혁이 동생 승혁이 - 김덕근
- 유월 - BEFF
- 매미 - 윤서진
- 편안한 밤 - 이준용
- 괜찮지 않다 - 김효준
- 피부와 마음 - 박지연
- 귀로 - 이승규
- 시체들의 아침 - 이승주
- 불놀이 - 김세인
- 가치 캅시다. - 조승원
- 찾을 수 없습니다 - 엄하늘

### 특별상영
- 칠레 - 틸 하스트레이터
- 카랑탕의 전투 - 파스칼 뷰옹
- 리틀 레드 닷 - 샤넬 샘슨
- 물가 - 김지영
- 레이스 - 미카엘 르 메르
- 버튼 - 알렉산드르 킴
- 트레저 - 토마스 퍼시 킴
- 프렌드 - 박건희 외 2명
- 마틸다 - 에두아르 푸에르타스 외 1명
- 나잇 무브즈 - 폴크 슈스터
- 로스트 앤 파운드 - 앤드류 골드스미스 외 1명
- 파니크 아우 세나트 - 앙토냉 페레자코

### 프리즘
- 파우더 바르는 여자 - 파트릭 보카노프스키
- 15일의 열병 - 슈멜츠다힌
- 눈사람 - 필립스 S. 솔로몬
- 원물질 - 샬롯 프라이스
- 그라니에 - 올리비에 푸차르
- 위셰 강 - 자크 뻬콩테
- 비상 - 파트릭 보카노프스키
- 태양의 바트망 - 파트릭 보카노프스키
- 닫힌 꿈 - 샌디 딩
- 인상 - 자크 뻬콩테
- 자화상 - 크리스찬 리브랫
- 시간은 다르게 흐른다 - 레이턴 피어스
- 색 분리 - 크리스 웰스비
- 강아지와 요트 - 로즈 로더
- 어 스터디 인 내츄럴 매직 - 샬롯 프라이스
- 노출 - 지그프리트 A. 프루하우
- 안갯길 - 알렉상드르 라로즈
- 외부 공간 - 피터 체르카스키
- 물결무늬 - 요스트 레크벨트

### 아시아 단편
- 전도사 - 호사이펑
- 하르 - 루키 호와나요기
- 달 밝은 밤에, 타티니 - 아비나쉬 비크람 샤하
- 더 로열리스트 - 강민지
- 위 러브 미 - 나윈 노빠쿤
- 러브 애프터 타임 - 성 한 차이
- 블라썸 - 임함
- 펭귄은 북극에 살지 않는다 - 케이시 C. M. 황
- 보안요원의 죽음 - 웨이-하오 청
- 레프트오버 - 야사만 하사니
- 사적 영역 - 소니아 K. 허대드
- 텅 빈 상처 - 마리암 타파코리
- 표류 - 타닌 토라비
- 플라워 헤어 - 사라 타비브자데
- 경적 - 가시디 구르마카니
- 잇 워즈 마이 시티 - 티나 파크라반
- 숨 - 모나 모라디

### 패밀리 단편
- 버튼 - 알렉산드르 킴
- 트레저 - 토마스 퍼시 킴
- 프렌드 - 박건희 외 2명
- 마틸다 - 이레네 이보라
- 나잇 무브즈 - 폴크 슈스터
- 로스트 앤 파운드 - 앤드류 골드스미스 외 1명
- 첫만남 - 박재현
- 더 리틀 피쉬 앤드 더 크로커다일 - 스테파니 플래트너

### 커튼콜
- 선물 - 아딧야 아흐메드
- 라스팅 마크스 - 찰리 린
- 이 모든 것들 - 찰스 윌리엄스
- 파동 - 다비드 보작
- 인티미티 - 엘로디 데르망주
- 라모나 - 알바로 가고 디아즈
- 더 필드 - 산디야 수리
- 담 너머의 남자 - 이네스 몰다브스키

### 뉴질랜드에서 온 짧은 편지
- 트웬티 원 포인츠 - 피트 서쿠이트
- 메케 - 팀 워렐
- 마이 프렌드 마이클 존스 - 이안 리오프프 외 1명
- 어느 날 - 니키 카메론
- 화장실 - 시몬 던콤
- 치료 - 카얀 크룸디엑